# 1996–1997-es észt labdarúgó-bajnokság (első osztály)
Az 1996–1997-es észt labdarúgó-bajnokság az észt labdarúgó-bajnokság legmagasabb osztályának 6. bajnoki éve volt. A pontvadászat 8 csapat részvételével zajlott. 
A lebonyolítás úgy alakult, hogy a 8 csapat oda-visszavágós alapon megmérkőzött egymással és így lezárult az alapszakasz. Az első kört követően a legjobb 6 csapat folytathatta a bajnoki címért folytatott harcot és magukkal vitték a megszerzett pontjaik felét, míg az utolsó két együtteshez csatlakozott a másodosztályból 1996 tavaszán felkerülő négy csapat és ők a kiesés elkerülése ellen játszottak.
A bajnokságot a Lantana Tallinn nyerte az ezüstérmes FC Flora Tallinn, és a bronzérmes Sadam Tallinn előtt. 

## Alapszakasz
| Hely | Csapat                   | M  | Gy | D | V  | RG | KG | P     |
| ---- | ------------------------ | -- | -- | - | -- | -- | -- | ----- |
| 1    | FC Lantana Tallinn       | 14 | 11 | 2 | 1  | 30 | 9  | 35/18 |
| 2    | FC Flora Tallinn         | 14 | 9  | 2 | 3  | 27 | 9  | 29/15 |
| 3    | FC Marlekor Tallinn      | 14 | 6  | 4 | 4  | 20 | 17 | 22/11 |
| 4    | Lelle SK                 | 14 | 5  | 6 | 3  | 20 | 16 | 21/11 |
| 5    | FC Narva Trans           | 14 | 5  | 5 | 4  | 20 | 19 | 20/10 |
| 6    | Sadam Tallinn            | 14 | 5  | 1 | 8  | 24 | 26 | 16/8  |
| 7    | JK Eesti Põlevkivi Jõhvi | 14 | 4  | 1 | 9  | 10 | 20 | 13    |
| 8    | JK Vall Tallinn          | 14 | 0  | 1 | 13 | 9  | 44 | 1     |

## A bajnokság végeredménye

### Felsőház
| Hely | Csapat              | M  | Gy | D | V | RG | KG | P  |
| ---- | ------------------- | -- | -- | - | - | -- | -- | -- |
| 1    | FC Lantana Tallinn  | 10 | 7  | 2 | 1 | 22 | 6  | 41 |
| 2    | FC Flora Tallinn    | 10 | 7  | 2 | 1 | 25 | 7  | 38 |
| 3    | Sadam Tallinn       | 10 | 5  | 1 | 4 | 13 | 9  | 24 |
| 4    | Lelle SK            | 10 | 3  | 0 | 7 | 6  | 21 | 20 |
| 5    | FC Marlekor Tallinn | 10 | 2  | 2 | 6 | 7  | 19 | 19 |
| 6    | FC Narva Trans      | 10 | 2  | 1 | 7 | 8  | 19 | 17 |

### Alsóház
| Hely | Csapat                   | M  | Gy | D | V | RG | KG | P  |
| ---- | ------------------------ | -- | -- | - | - | -- | -- | -- |
| 1    | JK Eesti Põlevkivi Jõhvi | 10 | 8  | 1 | 1 | 28 | 5  | 25 |
| 2    | JK Vall Tallinn          | 10 | 7  | 1 | 2 | 29 | 15 | 22 |
| 3    | FC Pärnu Vaprus          | 10 | 4  | 1 | 5 | 9  | 27 | 13 |
| 4    | FC Lelle                 | 10 | 4  | 0 | 6 | 22 | 18 | 12 |
| 5    | Tallinna Jalgpalliklubi  | 10 | 2  | 2 | 6 | 11 | 19 | 8  |
| 6    | JK Sillamäe Kalev        | 10 | 1  | 3 | 6 | 6  | 21 | 6  |

## Góllövőlista élmezőnye
| Hely | Játékos           | Csapat             | Gólok |
| ---- | ----------------- | ------------------ | ----- |
| 1    | Sergei Bragin     | FC Lantana Tallinn | 18    |
| 2    | Andres Oper       | FC Flora Tallinn   | 13    |
| 3    | Maksim Gruznov    | FC Lantana Tallinn | 12    |
| 4    | Jonatan Johansson | FC Flora Tallinn   | 9     |
| –    | Stanislav Kitto   | FC Narva Trans     | 9     |

## Külső hivatkozások
- rsssf.com